# Afrithelphusa monodosa
Afrithelphusa monodosa är en krabba som förekommer i sötvatten i västra Afrika. Arten har tidigare tidvis listats i släktet Globonautes.
Exemplaren är 21 till 29,5 cm långa och breda. De har i levande tillstånd extremiteter med orange ovansida och krämfärgad undersida. Skölden på kroppen är ovanpå violett och vid buken likaså krämfärgad.
Krabban är endast känd från två populationer i nordvästra Guinea. Den lever i marskland som begränsas av savanner, sällan till lövfällande skog. Exemplar hittas ofta i jordhålor som är fyllda med vatten. Under den torra perioden uppsöks vattenkällor. Afrithelphusa monodosa behöver inget permanent vatten utan bara lite fuktighet. Krabban har organ som liknar lungor för att andas.
Efter fyndet av holotypen 1947 fanns en paus fram till 2005. Sedan hittades flera exemplar.
Beståndet hotas av landskapsförändringar genom torrläggning och skogsröjning. Alla kända populationer fördelar sig över en 8 km² stor yta. IUCN listar arten som starkt hotad (EN).